# Desiertos (álbum)
Desiertos es el primer álbum de la banda chilena La Ley. Fue lanzado de manera independiente el 24 de julio de 1990, bajo el sello Fusión de propiedad del productor musical Carlos Fonseca, sello asociado al sello discográfico EMI.
El disco fue producido por Rodrigo Aboitiz y Andrés Bobe, y grabado en los estudios Horizonte, Santiago de Chile, durante los meses de abril de 1989 y marzo de 1990. Solo 500 ejemplares en formato cassette fueron lanzados, convirtiéndose en un objeto de culto por los fanáticos de la banda.

## Historia
El proyecto se inició a principios de 1988 con Andrés Bobe y Rodrigo Aboitiz, ya sin la participación definitiva de Shia Arbulú, a quienes se sumaron en forma estable el bajista de Paraíso Perdido, Luciano Rojas, el músico y letrista Iván Delgado, también miembro de Paraíso Perdido invitado por Carlos Fonseca, y Mauricio Clavería, baterista y músico de Pancho Puelma y los Socios. En la búsqueda de un vocalista para la banda, participó Iván Delgado, coautor del tema Desiertos, quien participó en los demos de las canciones Desiertos, Qué va a suceder, Bomba de tiempo, Hay algo allá afuera, Él y Lula, que fueron grabadas en el estudio de Carlos Cabezas, líder de la banda Electrodomésticos.
Demasiado preocupados de lo instrumental, el grupo no prestó la suficiente atención a la parte vocal y al momento de iniciar la grabación definitiva de las canciones y junto a la opinión de Oscar López, el ingeniero de sonido, se dieron cuenta de que la voz de Delgado no cumplía con las expectativas de la banda, quienes y por sugerencia también de Fonseca, optaron por seguir con la búsqueda de otro cantante con las canciones que ya estaban grabadas. Con la marginación de Iván Delgado del grupo, se tanteó entre otros músicos y actrices allegadas a los músicos, con el también músico Hugo Román, cuñado en aquel entonces de Rodrigo Aboitiz y letrista de Hay algo allá afuera, canción que supuestamente estaría incorporada a la banda sonora de la película chilena del mismo nombre, dirigida por Pepe Maldonado estrenada en noviembre de 1990 y que en definitiva no fue incluida en el filme.
Finalmente, se optó por elegir a Alberto “Beto” Cuevas, quien en ese entonces estudiaba diseño y cantaba covers de Elvis Presley en el bar La Papaya en Tongoy. Recién llegado desde Canadá, contactado por unas amigas de Aboitiz e invitado al grupo como un supuesto primo de Mauricio Clavería, se destacó por tener un perfil muy atractivo y aunque su voz no era la de un cantante profesional, se podía presagiar que tendría mucho potencial. Durante el proceso de audición, el cual exigió por parte del grupo que Cuevas se aprendiera la canción Desiertos, gustó mucho a la banda, que su voz tuviese un cierto timbre oscuro y muy semejante a Mark Hollis, líder de la banda británica Talk Talk. Cuevas aportó al grupo con la letra de tres canciones de su autoría: Azuela, Espina Feroz y Razones Vivas.

### Lanzamiento
Después de casi un año de producción el disco por fin vio la luz en julio de 1990, y su lanzamiento oficial fue en el centro de eventos Casa Constitución en Recoleta, Chile.
El grupo enfrentado a los prejuicios de aquella época donde las bandas de pop, eran miradas a menos por parecer frívolas y no tener un discurso social incipiente, se preocuparon en darle importancia a la imagen que proyectaba la banda, sobre todo en el vestuario incluyendo chaquetas de cuero negras, camisas blancas y usando pantalones de jeans Soviet. La banda seguía trabajando y se abría paso en los medios de comunicación, donde es muy recordada la aparición del domingo 5 de agosto de 1990, durante la difusión del álbum Desiertos en el programa "Más Música" del ahora Canal 13, conducido por la cantante chilena Andrea Tessa. En aquel momento Beto Cuevas regaló una copia del casete más un afiche promocional a la conductora del programa, mientras se anunció el videoclip de la canción que da título al disco, que tuvo como localizaciones el río Mapocho y el Café del Cerro, lugar donde tocaban cada semana. El videoclip lo idea, produce y dirige el cineasta Gustavo Fiorenza.

### Quiebre con Carlos Fonseca
Con el trascurso de los meses los miembros del grupo empezaron a sentir cierto abandono por parte de Carlos Fonseca, derivado en parte a que la atención, y por ende los recursos, estaban dirigidos mayormente hacia el grupo Los Prisioneros. Alejandro Sanfuentes, en aquel entonces asistente de Fonseca, y futuro mánager de la banda, durante uno de los ensayos de la banda, al cual asistió solo y motivado por hacerles saber que también percibía la misma sensación de abandono de Fonseca y el sello, propuso a la banda un plan de trabajo, liberándose del compromiso que tenían con Fonseca, participando en otro sello discográfico, con más recursos y por supuesto con más atención de la que recibían en ese momento. La banda liderada por Bobe, aceptó sin pensarlo dos veces, terminando definitivamente su trato con Fusión Producciones y EMI, sello que a su vez no quería prescindir de las grabaciones realizadas, pero argumentando derechos de autor, La Ley logró conseguir la cinta máster de la grabación.
El quiebre ocasionó que el disco dejase de promocionarse y que fueran sacados al mercado solo 500 ejemplares en formato casete, material descatalogado hasta el día de hoy y que se ha convertido en un objeto de culto entre los admiradores del grupo. Deciden entonces enviar la cinta máster de la canción Desiertos a Argentina para elaborar dos mil copias en single de vinilo de 45, con la intención de distribuirlos en cada presentación y así tener una fuente segura de ingresos.

### Reedición
Según entrevista a Carlos Fonseca , dueño del máster con las grabaciones originales del disco Desiertos, hubo un intento de reedición de este álbum por parte de Beto Cuevas (antes de la publicación del disco Uno en el 2000) para comprar el máster a Fonseca y publicarlo, sin embargo, no hubo interés de Fonseca en venderlo. Fonseca no se opuso a poder publicarlo en conjunto con la banda pero debido a la separación del grupo el año 2005 esta idea no vio la luz.
En el año 2015 también hubo un intento por parte de Germán Bobe (hermano de Andrés Bobe), Luciano Rojas y Rodrigo Aboitiz de publicar el disco Desiertos, sin embargo, Beto Cuevas se opuso al lanzamiento de este, argumentando que estaban en proceso del lanzamiento de un nuevo disco, Adaptación. En la entrevista menciona que en todas las crisis internas de La Ley, Beto le compró la propiedad intelectual del nombre La Ley a todos los integrantes transformándose en el único dueño.
El 10 de abril del 2024 al conmemorarse 30 años de la muerte de Andrés Bobe, su hermano Germán Bobe, anuncia la reedición de los 2 primeros albunes de la Ley (LA LEY 1988)  Y (DESIERTOS 1990). Para el Segundo semestre del 2024

## Estilo
En este disco es posible encontrar influencias del pop británico de la época, el sonido en sí es muy oscuro, con letras profundas y melodías cargadas de sentimiento; el sonido se encuentra orientado al new wave y al post-punk, mezclando los sonidos de bandas como The Smiths, Talk Talk, Depeche Mode y The Cure.

## Lista de canciones
Todas las canciones escritas y compuestas por La Ley. 
| N.º   | Título                 | Duración |  |
| 1.    | «Desiertos»            | 3:48     |  |
| 2.    | «Qué va a Suceder»     | 4:08     |  |
| 3.    | «Sad»                  | 3:50     |  |
| 4.    | «Sintiendo Cosas»      | 4:16     |  |
| 5.    | «Azuela»               | 3:28     |  |
| 6.    | «Espina Feroz»         | 4:07     |  |
| 7.    | «Razones Vivas»        | 3:43     |  |
| 8.    | «Bomba de Tiempo»      | 3:38     |  |
| 9.    | «Instrumental»         | 3:47     |  |
| 10.   | «Hay Algo Allá Afuera» | 4:47     |  |
| 39:16 |                        |          |  |

## Créditos

#### La Ley
- Beto Cuevas - Voz
- Andrés Bobe - Guitarras
- Luciano Rojas - Bajo
- Rodrigo Aboitiz - Teclados
- Mauricio Clavería - Batería

#### Personal
- Óscar López - Grabación y mezcla
- Francisco Peralta - Grabación adicional
- Jaime Riquelme - Grabación adicional
- Andrés Bobe y Rodrigo Aboitiz - Producción musical
- Beto Cuevas - Dirección de arte
- Alejandro Barruel - Fotografía
- Carlos Fonseca - Producción ejecutiva
- Alejandro Sanfuentes - Productor asociado
- Carlos Fonseca - Mánager